# Felsőcsatár, Vas
Felsőcsatár (în croată Gornji Četar) este un sat în districtul Szombathely, județul Vas, Ungaria, având o populație de 479 de locuitori (2011).

## Demografie
Componența etnică a satului Felsőcsatár
     Maghiari (61,9%)
     Croați (33,84%)
     Germani (3,57%)
     Necunoscut (0,68%)
     Alții (0,68%)
Componența confesională a satului Felsőcsatár
     Romano-catolici (65,76%)
     Fără religie (6,47%)
     Reformați (2,09%)
     Luterani (1,67%)
     Necunoscută (24,01%)
Conform recensământului din 2011, satul Felsőcsatár avea 479 de locuitori. Din punct de vedere etnic, majoritatea locuitorilor (61,9%) erau maghiari, existând și minorități de croați (33,84%) și germani (3,57%). Apartenența etnică nu este cunoscută în cazul a 0,68% din locuitori.  Din punct de vedere confesional, majoritatea locuitorilor (65,76%) erau romano-catolici, existând și minorități de persoane fără religie (6,47%), reformați (2,09%) și luterani (1,67%). Pentru 24,01% din locuitori nu este cunoscută apartenența confesională.